# Кабинет Уильяма Гаррисона
Кабинет Уильяма Гаррисона — администрация президента США Уильяма Генри Гаррисона, управляющая Соединёнными Штатами Америки с 4 марта по 4 апреля 1841.

## Приход к власти Гаррисона

### Президентские выборы 1840 года
Президентские выборы 1840 года между президентом Мартином Ван Бюреном, представлявшего Демократическую партию, и его оппонентом Уильямом Генри Гаррисоном от Партии Вигов завершились победой Гаррисона во многом благодаря экономической депрессии 1837—1842 годов. Экономический кризис привёл к тому, что популярность Ван Бюрена значительно упала.
Генерал Гаррисон не был новичком в политике, но национальной известности он добился на полях сражений, а не в мирной жизни. Было известно, что, хотя он дважды избирался в конгресс и служил даже послом в Колумбии, Гаррисон нуждался в средствах для поддержания своей семьи и был готов занять любую должность, гарантирующую приличный доход. 25 тысяч долларов в год президентского жалованья были пределом его мечтаний. В избирательной кампании 1840 года соперником ведущего скромный образ жизни кандидата вигов стал «привыкший есть с золотых блюд и кружевных скатертей, пьющий французские вина, обливающийся духами и носящий корсет» аристократ Мартин Ван Бюрен.
Президентская предвыборная кампания требовала крайнего напряжения от претендентов на высший государственный пост. Но старый воин не хотел акцентировать внимание на том, что ему уже под 70 лет. Гаррисон вёл активную предвыборную кампанию, игнорируя и плохую погоду, и тяготы, связанные с постоянным перемещением по стране.
Победа Гаррисона над Ван Бюреном была внушительной — в ноябре 1840 года за него проголосовали 234 выборщика, Ван Бюрен получил лишь 60 голосов. Разница в полученных голосах рядовых избирателей была менее убедительной — на стороне победителя оказалось большинство, около 50 тысяч голосов (из 2,5 млн проголосовавших). Виги не скрывали своего намерения по возможности дольше удерживать власть в своих руках. В оставшиеся до инаугурации месяцы Гаррисон продолжал ездить по стране и появлялся на публике при любой возможности, не считая необходимым даже в непогоду надевать пальто или головной убор.

## Формирование Кабинета
Несмотря на своё месячное президентство Гаррисон сформировал свой состав кабинета, который почти в полном составе был отправлен в отставку его непосредственным преемником Джоном Тайлером. Помимо вице-президента Джона Тайлера, в состав кабинета были назначены:
- 4 марта 1841 года президент Гаррисон назначил юриста и бывшего сенатора от Огайо Томаса Юинга на пост министра финансов. Несмотря на то, что Гаррисон умер через месяц после инаугурации, Томас сохранил свой пост при новом президенте, Джоне Тайлере, до своей отставки 11 сентября 1841 года. Причиной отставки послужило несогласие с планами по созданию Третьего банка США.
- 5 марта 1841 года, президент Гаррисон назначил члена Палаты Представителей от Теннеси Джона Белла военным министром США, этот пост сначала он сохранил и в кабинете Джона Тайлера в 1841 году, но затем, 13 сентября того же года, ушёл в отставку вместе с остальными членами кабинета в знак протеста против вето Тайлера на билль вигов.
- 5 марта 1841 года, президент Гаррисон назначил сенатора от Кентукки Джон Криттендена генеральным прокурором США, этот пост сначала он сохранил и в кабинете Джона Тайлера в 1841 году, но затем, 12 сентября того же года, вышел в отставку вместе с остальными членами кабинета.
- 6 марта 1841 года, президент Гаррисон назначил сенатора от Массачусетса Дэниела Уэбстера на пост государственного секретаря США, эту должность он сохранил и при президенте Джоне Тайлере после смерти Гаррисона — оказавшись единственным из членов кабинета Гаррисона сохранившим свой пост в кабинете Тайлера, после сентябрьской перетряски кабинета.
- 6 марта 1841 года, президент Гаррисон назначил члена Палаты Представителей от Нью-Йорка Фрэнсиса Грейнджера генеральным почтмейстером США, который так вышел в отставку почти со всем кабинетом в сентябре 1841 года.
- 6 марта 1841 года, президент Гаррисон назначил судью Высшего Суда Северной Каролины Джорджа Беджера военно-морским министром, и он так же вышел в отставку почти со всем кабинетом в сентябре 1841 года. Краткий срок Беджера, в качестве военно-морского министра отмечен усилиями по укреплению военно-морского флота в условиях напряжённости в отношениях с Великобританией, созданием Национальной эскадры и постоянным интересом к пароходам.

## Президентство
Инаугурационная речь нового президента, произнесенная 4 марта 1841 года, была призвана продемонстрировать серьёзное отношение старого генерала к возлагаемой на него ответственности — она оказалась самой длинной во всей истории Соединенных Штатов — 1 час 45 минут. Речь содержала много общих фраз и исторических аллюзий, включая упоминание Древней Греции и Древнего Рима, но президент не счёл нужным сколько-нибудь четко сформулировать программу своих действий. Рекомендация его близкого окружения «полагаться на своё прошлое» и «не говорить о том, что он думает в настоящее время и что собирается делать в будущем» была выполнена. Полярно противоположным продолжительности инаугурационной речи оказалось президентство Гаррисона. Оно стало самым коротким в истории страны — через месяц президент Соединенных Штатов Уильям Генри Гаррисон скончался от пневмонии, которую он получил в ходе напряжённой предвыборной кампании. 6 апреля 1841 года торжественную присягу на пост президента США принёс вице-президент Джон Тайлер, бывший демократ